# يان ديوتش
يان ديوتش (بالإنجليزية: Jan Deutsch)‏ هو فيلسوف ومحامي أمريكي، ولد في 25 مايو 1935 في كاتوفيتسه في بولندا، وتوفي في 19 مايو 2016 في نيو هيفن في الولايات المتحدة.